# MILAN (rakéta)
A MILAN egy német-francia fejlesztésű páncéltörő rakéta, amely 1972-ben állt először szolgálatba a francia hadsereg kötelékében. A rakéta vezetékes félautomata parancsközlő rávezetést (SACLOS) alkalmaz, vagyis a kezelőnek folyamatosan a célponton kell tartania az irányzékot a rakéta becsapódásáig. A korai változatai 200 és 2000 méter közötti hatótávolsággal rendelkezett, azonban legújabb változata a MILAN ER már 3000 méterre lévő célpontokat is támadhat. A MILAN a világ egyik legelterjedtebb páncéltörő rakétája: több százezer példány készült belőle és világszerte 50 haderő rendszeresítette és számos fegyveres konfliktusban került bevetésre.
A francia haderőben MMP rakéták váltják majd folyamatosan a mostanra elavuló félben lévő típust. Más fejlett országok haderejéből is kiszorulóban van a MILAN, de még évtizedekig jelen lehet a világ konfliktuszónáiban. 2022-ben Ukrajna is rendszeresítette a segélyként átadott típust az orosz invázió feltartóztatására: Franciaország és Olaszország „néhány tucat” komplexumot adott át Ukrajnának.

## Típus-változatok
- MILAN 1 –  103 mm-es kumulatív (HEAT) töltetű robbanófej (1972)
- MILAN 2 – új 115 mm-es nagyobb hatóerejű kumulatív (HEAT) töltetű robbanófej (1984)
- MILAN 2T –  új Tandem kumulatív (HEAT) töltetű robbanófej, amely a reaktív páncélzatú harckocsik ellen is hatásos (1993)
- MILAN 3 – Tandem kumulatív (HEAT) töltetű robbanófejű és az orosz Shtora zavarórendszerrel szemben is védett rakéta (1996)
- MILAN ER – Megnövelt hatótávolság (3000 m) és páncéltörő képesség (több mint 1000 mm)

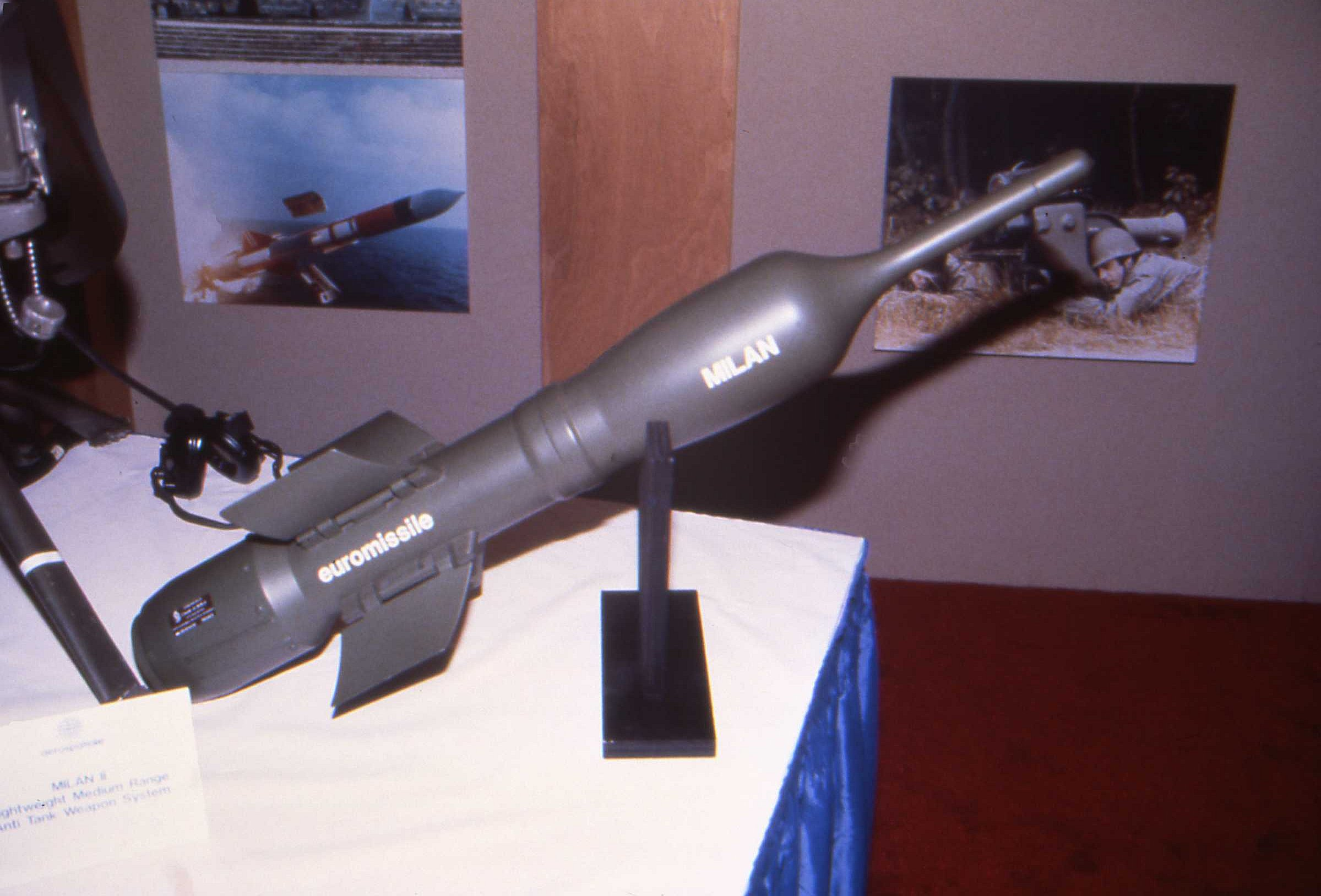
Egy MILAN 2 rakéta kiállítva
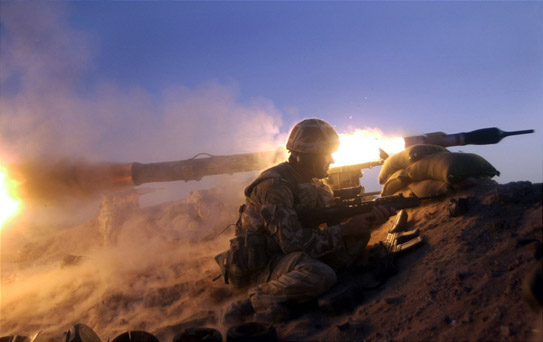
MILAN indítás
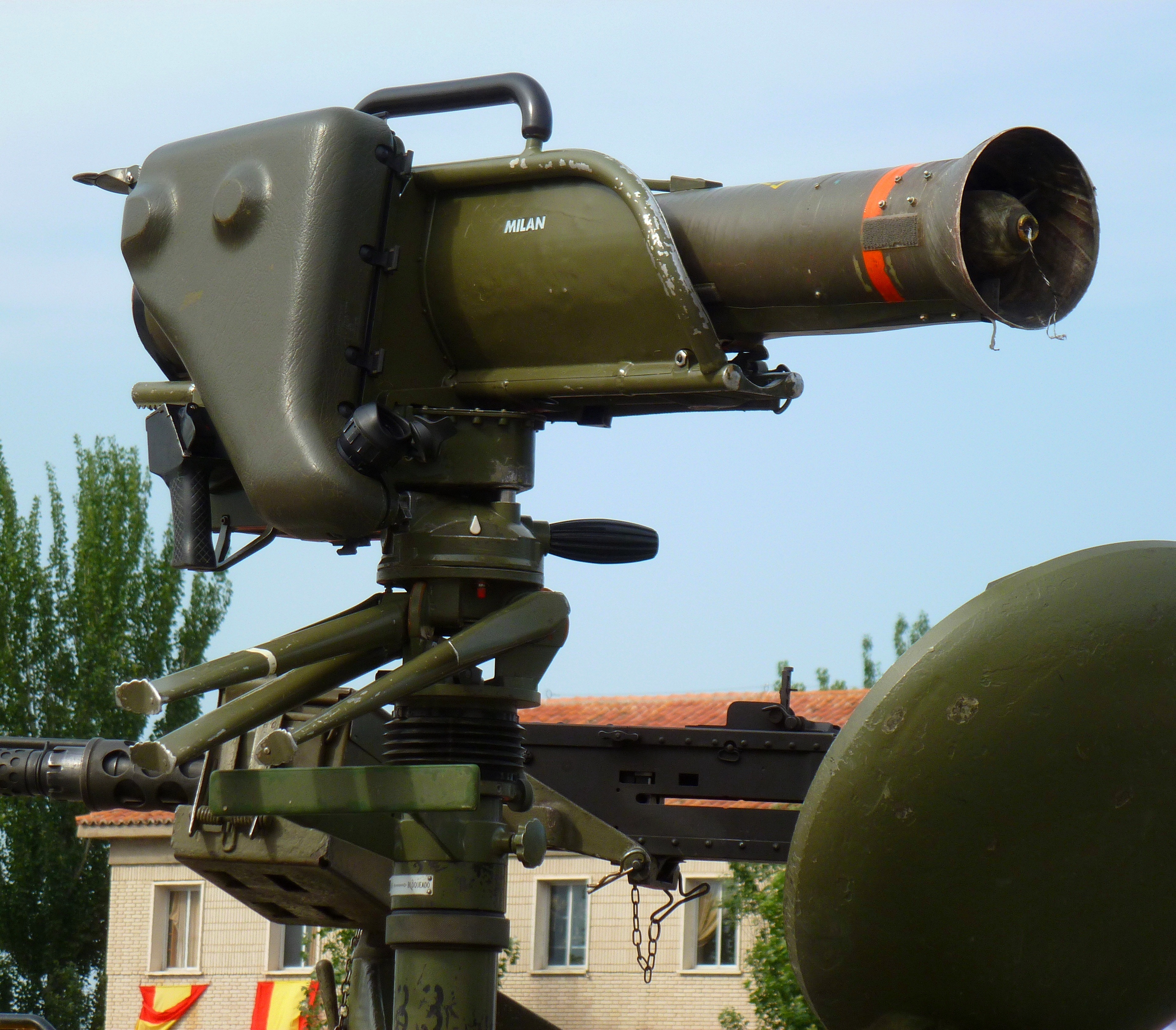
MILAN indító járműre szerelve.
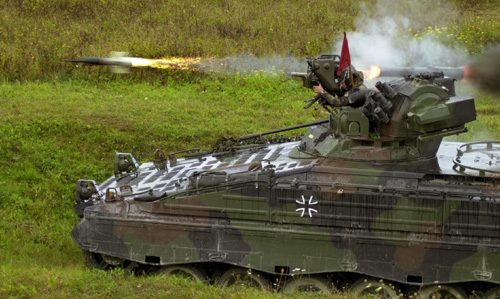
A MILAN a Marder 1A3 lövészpáncélos fegyverzetének is része